# Zuidwest-Nieuw-Guinea-expeditie

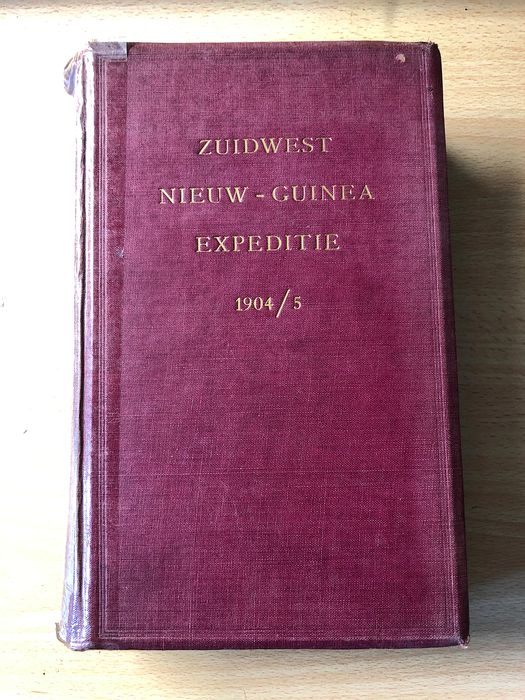
Seyne Kok, J., Adriani N., Rouffaer, G.P.: De Zuidwest Nieuw-Guinea-Expeditie, 1904-5, Kon. Ned. Aardrijkskundig Genootschap, Leiden E. J. Brill, 1908.

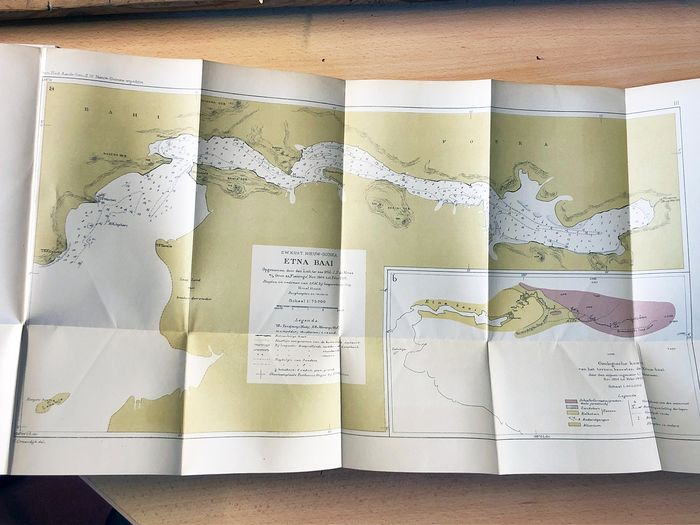
De Zuidwest Nieuw-Guinea-Expeditie, kaart van de Etna-baai, 1908.

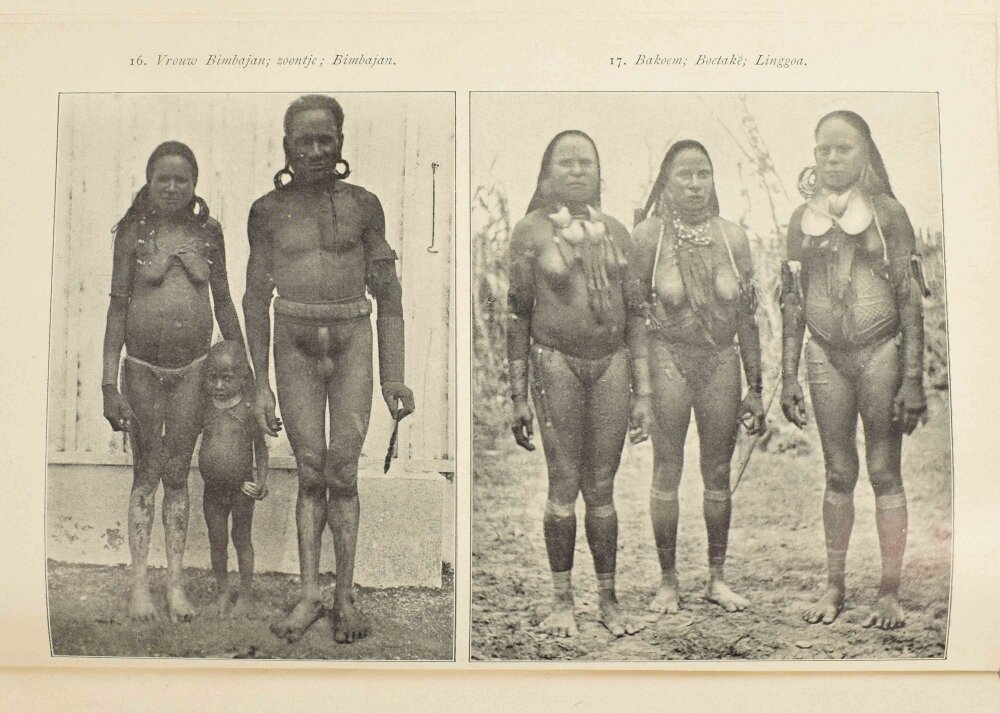
De Zuidwest Nieuw-Guinea-Expeditie, 1904-5: 16. Vrouw van Bimbajan; zoontje; Bimbajan. 17. Bakoem, Boetake en Linggoa.

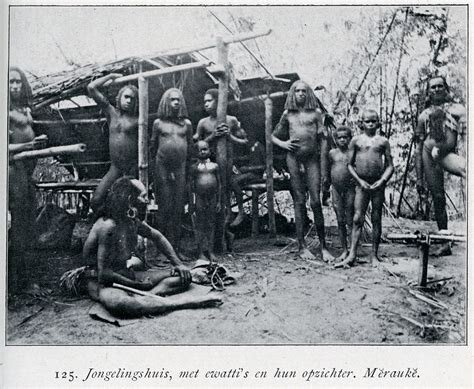
De Zuidwest Nieuw-Guinea Expeditie, 1904-5: Jongelingshuis met opzichter, Merauke.

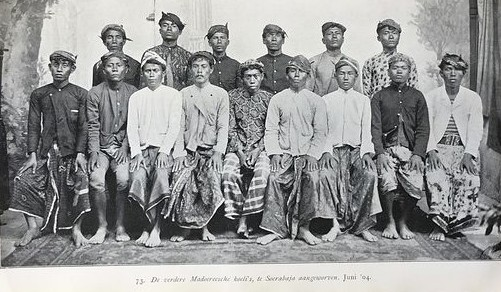
De Zuidwest Nieuw-Guinea-Expeditie, 1904-5: Oudere Madoereesche koeli's, aangeworven in Surabaya, juni 1904.

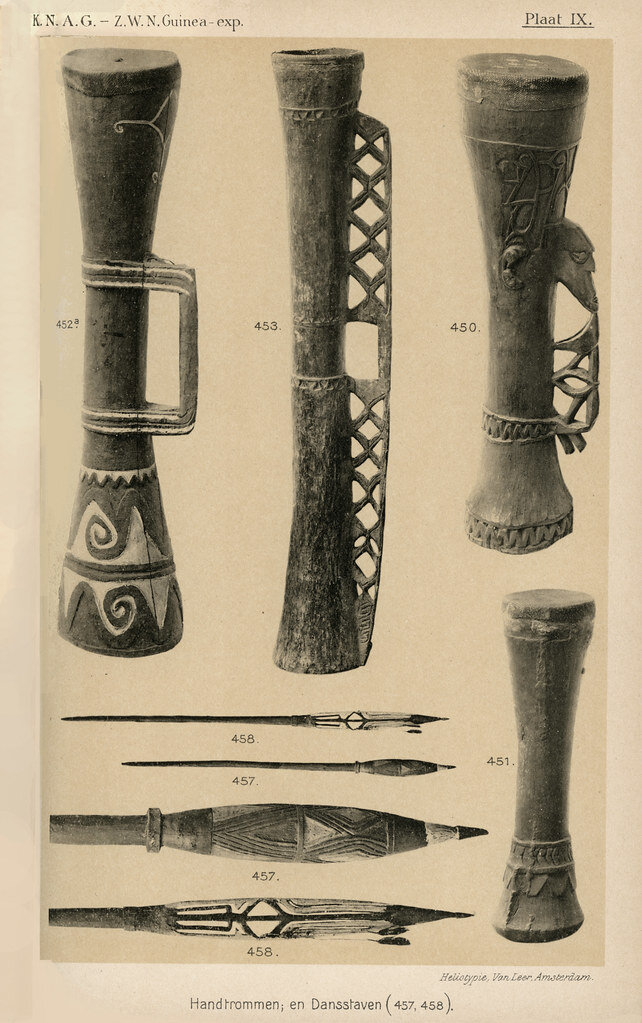
De Zuidwest Nieuw-Guinea-Expeditie, 1904-5: Handtrommen en dansstaven.

De Zuidwest-Nieuw-Guinea-expeditie was een Nederlandse wetenschappelijke exploratietocht die in 1904-1905 op pad werd gestuurd door het Koninklijk Nederlands Aardrijkskundig Genootschap met het doel het totaal onbekende binnenland van zuidwestelijk Nieuw-Guinea in kaart te brengen en te trachten de 'eeuwige sneeuw' te bereiken die al in de 17e eeuw op de toppen van het centrale bergland vanaf een Hollands schip was waargenomen. 

## Doel
De expeditie zou de allereerste Nederlandse poging zijn om door te dringen in het binnenland van het eiland, waarvan in feite alleen delen van de kuststroken waren verkend, en dan eigenlijk nog de meeste in het noorden. De tocht had bovendien voor Nederland een politieke urgentie, daar het oostelijk deel van Nieuw-Guinea aan het eind van de negentiende eeuw al verdeeld was in een noordelijke Duitse helft, Keizer Wilhelmsland, en een zuidelijke Britse helft, Brits-Nieuw-Guinea. In 1902 had Nederland, dat met betrekking tot Nieuw-Guinea de zaak een beetje op zijn beloop gelaten had, aan de zuidkust de bestuurspost Merauke gesticht en begon daarna eindelijk initiatieven te ontplooien om het eiland verder te exploreren. Vooral het centraal gelegen hooggebergte, dat vanuit de kust in de verte nog net zichtbaar was, intrigeerde de sponsors van de expeditie bij het KNAG.

## Deelnemers
De algemene leiding van de expeditie kwam in handen van oud-marineofficier R. Posthumus Meyes, die ook alle voorbereidingen moest treffen. E.J. de Rochemont, officier in het Indisch Leger met ervaringen bij de Topografische Dienst van Nederlands-Indië, en met oorlogservaringen in onder meer Atjeh en Lombok, kreeg als 'kranige kerel' de zeggenschap over de tochten naar het binnenland, waar ontmoetingen met een 'verraderlijke, koppensnellende bevolking' niet denkbeeldig waren. J.W.R. Koch, een neef van Posthumus Meyes, was de expeditiearts die ook het etnografisch en biologisch onderzoek op zich zou nemen. Tijdens de geplande tochten naar het binnenland zou Koch in het basiskamp achterblijven om zich te bekommeren om eventuele zieken en daarnaast proberen contact te maken met de plaatselijke Papoea's. De geoloog was C. Moerman, die de tochten naar het binnenland zou meemaken om daar geologische formaties te bestuderen en 'interessante en nuttige gesteenten op te merken'. Controleur J. Seyne Kok nam als vertegenwoordiger van het Nederlands bestuur ook deel aan de expeditie.
Naast dit kleine team van onderzoekers reisden 65 militairen mee onder leiding van luitenant C. Onvleé. Verder ruim 160 koelies - Madurezen, Timorezen en Keiezen - die de uitrustingen en voedselvoorraden moesten dragen, paden hakken en contact onderhouden met het basiskamp om continu voedsel aan te voeren, in totaal 20 ton. Ten slotte stelde de overheid nog 20 dwangarbeiders, veroordeelde criminelen, aan de expeditieleiding ter beschikking.

## De tocht
Aangezien de zuidkust van Nieuw-Guinea nauwelijks bekend was, nam Posthumus Meyes de taak op zich een aantal maanden voordat de expeditie van start ging een geschikte plaats te selecteren voor het basiskamp, tevens het beginpunt van de landinwaartse tocht. Ondanks vele verkenningstochten in een vaartuig langs de onherbergzame, moerassige kust slaagde hij daar evenwel niet in, met het gevolg dat de met een gouvernementsschip op 24 september uit Indië aangekomen expeditieleden niet aan land konden. Dit leidde tot ernstig meningsverschil tussen expeditieleiders Posthumus Meyes en de net aangekomen De Rochemont. Deze zag de expeditie mislukken en zou het liefst stoppen om later, beter voorbereid, terug te keren met hemzelf als algeheel leider. De onenigheid zette de toon voor de rest van de onderneming. In deze verziekte sfeer ontstonden twee kampen, waarbij Koch de zijde van zijn neef Posthumus Meyes koos, Moerman die van De Rochemont. Toen de ruzie na enkele dagen werd bijgelegd kwam het gezelschap terecht in een onbekende baai, die ze Oostbaai noemden. Twee brede rivieren, waaronder de reeds bekende Noordrivier mondden in de baai uit, maar na een confrontatie met 125 prauwen, bemand door woest uitziende, staande roeiers verkoos men hier niet te blijven. Men voer nu ver westwaarts en besloot uiteindelijk vanuit de Etnabaai, nabij bestuurspost Fak-Fak, te gaan opereren. Het aangepaste doel werd nu in het zicht zien te komen van het Sneeuwgebergte, maar in elk geval om het Charles-Louisgebergte te beklimmen. 
Op 19 november trokken De Rochemont, Moerman en Seyne Kok met vijftig koelies en een aantal militairen het oerwoud in. Het werd een barre tocht door vrijwel onbegaanbaar, drassig terrein vol malariamuggen, agressieve wespen en stekende bosmieren. Hevige regenval en gezwollen, wild kolkende rivieren maakten de geplande route onmogelijk. Beri-beri en malaria eisten weldra hun tol, dragers gingen dwarsliggen en stakende Timorezen, die weigeren een woeste rivier over te steken, keerden terug naar het basiskamp waar Posthumus Meyes was achtergebleven. De tocht in het binnenland duurde 87 dagen. Er werden kaarten getekend, metingen verricht, volkenkundige objecten en biologische specimens verzameld en bergen beklommen tot een hoogte van meer dan 2000 meter. Desondanks werd de onderneming beschouwd als een mislukking omdat het beoogde eindpunt, de eeuwige sneeuw, niet was bereikt. Bovendien viel een aantal doden onder de dragers te betreuren: volgens Posthumus Meyes acht, volgens De Rochemont elf. Toch noemde gouverneur-generaal Jo van Heutsz de expeditie 'een picknick'.
Na de binnenlandexpeditie exploreert men verder naar het oosten de rivier de Digoel, waarvan tot dan toe alleen de monding en een stukje van de benedenstroom bekend waren. 

## Resultaten en vervolgexpedities
De Zuidwest-Nieuw-Guinea-expeditie was uitgelopen op een fiasco door de onrealistische doelstellingen en verwachtingen, alsof de tocht naar de besneeuwde bergtoppen door eindeloos moeras en regenwoud slechts een sportief avontuur was, maar vooral ook door ruzies en het gebrek aan teamgeest onder de deelnemers. Niettemin konden de volgende expedities naar het centrale bergland - wel beginnend via de Noordrivier - tussen 1907 en 1913 gebruikmaken de geografische observaties, metingen en kaarten van deze als mislukt beschouwde exploratietocht. Bovendien was het wel de eerste systematische exploratie van een groot deel van de zuidelijke kustgebieden. 
Er werden 1743 etnografische objecten verzameld,  469 kwamen terecht in het Ethnographisch Museum Artis (later opgegaan in het Tropenmuseum). Het Museum Volkenkunde in Leiden verkreeg 143 en het Wereldmuseum Rotterdam 200 voorwerpen. Duplicaten van oorlogs- en jachtpijlen waarvan er 1022 werden verzameld werden geschonken aan musea in Berlijn, Hamburg, Keulen en Florence.

Het officiële verslag van de expeditie, dat in 1908 verscheen, werd een indrukwekkend, vuistdik boekwerk van 676 pagina's met veel uitvouwbare kaarten en vol foto's waarin alle stafleden hun geologische, medische, biologische, etnografische en antropologische bijdragen schreven. Koch promoveerde later op zijn fysisch-antropologisch onderzoek aan de Universiteit van Amsterdam.